# 海南关木通
海南关木通（学名：Isotrema hainanense）又名假青黄藤，是马兜铃科关木通属的植物。分布于中国大陆的海南、广西、云南以及越南，生长于海拔800米至1,200米的地区，多生在山谷林中，目前尚未由人工引种栽培。
其种加词“hainanensis”意为“海南的”。
叶卵形或卵状披针形, 叶基截形或圆形; 檐部开展成喇叭状, 开口朝上, 裂片密被暗红色乳突; 喉部黄色无条纹和斑点; 结蒴果。

## 亚种
- 海南关木通指名亚种 Isotrema hainanense subsp. hainanense
- 盈江关木通 Isotrema hainanense subsp. yingjiangense (X.X.Zhu & J.S.Ma) X.X.Zhu, S.Liao & J.S.Ma[2]。